# Pfarrhaus (Dornum)

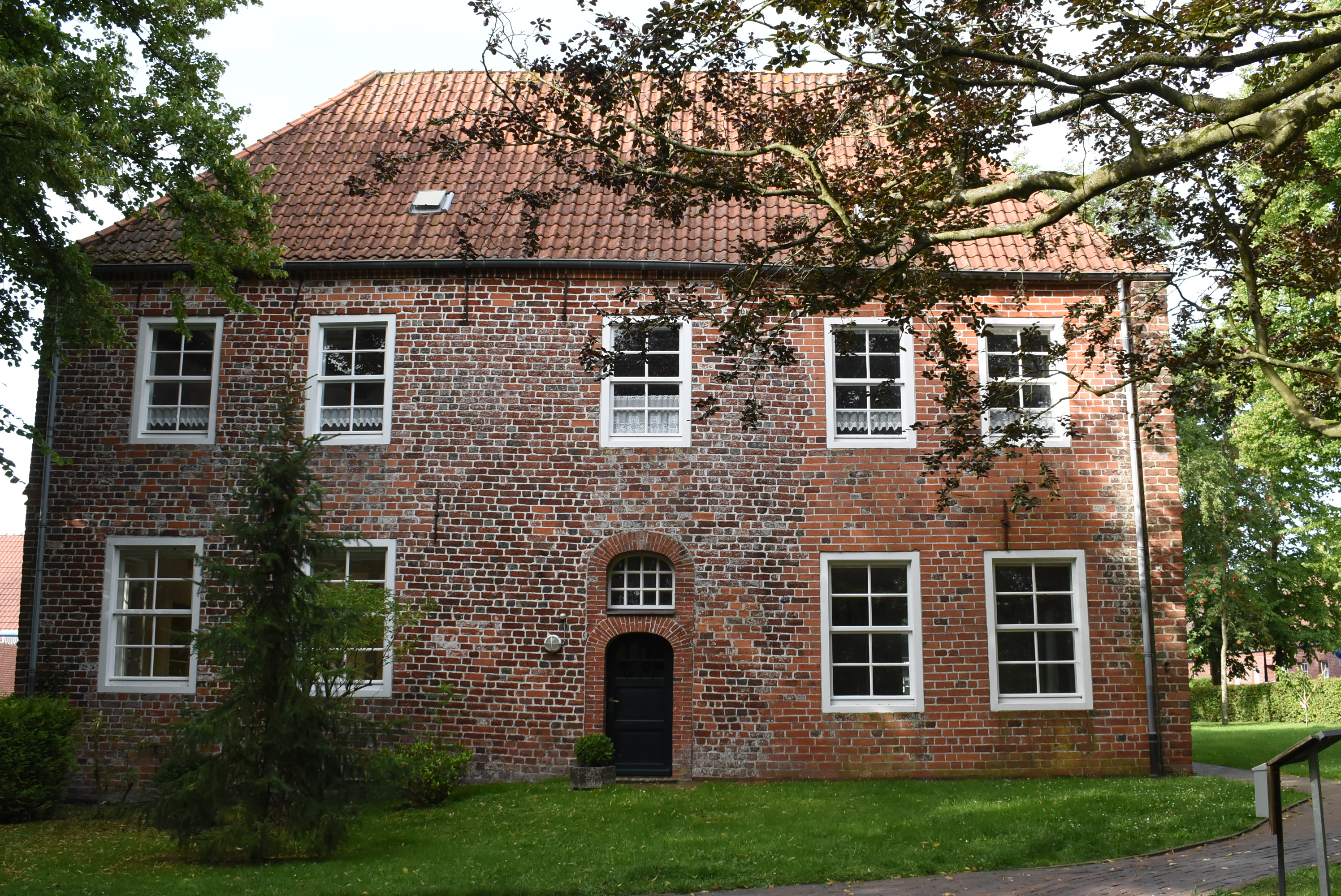
Dornum, Pfarrhaus

Das Pfarrhaus von Dornum (auch Alte Pastorei genannt) in der gleichnamigen ostfriesischen Gemeinde als freistehendes Wohnhaus im Typus ostfriesischer Steinhäuser neben der örtlichen Kirche errichtet. Es steht unter Denkmalschutz.

## Geschichte
Das Steinhaus wurde vermutlich gegen Ende des 15. Jahrhunderts als sogenanntes Steinhaus eines ehemaligen Klosterguts errichtet. Das ursprünglich vorhandene Satteldach mit Steilgiebeln wurde um 1800 abgetragen und durch ein Walmdach ersetzt. Im Zuge der Umbauarbeiten wurden wohl auch die spätgotischen Fenster durch Schiebefenster mit Blockrahmen sowie die ursprünglich vorhandenen offenen Kamine durch Kachelöfen ersetzt. Gegen Ende des 19. Jahrhunderts wurde der Bau um einen Konfirmandensaal erweitert. Ursprünglich als Pfarrhaus errichtet, wurde der Bau seit den 1960er Jahren nur noch als Gemeindehaus, Kindergarten und für kirchliche Veranstaltungen genutzt und dafür mehrfach umgebaut. 1985 erfolgte eine Sanierung.